# Österkyrkan
Österkyrkan i Eslöv är byggd 1897 och har tidigare hetat Betelkyrkan och Missionskyrkan.

## Historia
I slutet av 1860-talet uppförde spannmålshandlaren Petter Olsson, konsul Olsson, magasinsbyggnader i hörnet Östergatan-Kvarngatan. I brist på andra lokaler höll Evangeliska Fosterlandsstiftelsen andaktsstunder i en av magasinlokalerna.
I början av 1870-talet byggdes ett hus på norra sidan av Östergatan strax öster om banporten. Insamlade medel samt bidrag från Petter Olsson finansierade bygget. I halva huset fanns affärslokaler och i andra halvan predikolokalen som allmänt kallades "Konsul Olssons sal". 
1878 skedde en utbrytning och med Nils Johnsson som ordförande bildades Eslövs Missionsförening som tillhörde Svenska Missionförbundet, numera Equmeniakyrkan. Till ordförande i Lutherska missionsföreningen, som tillhörde Evangeliska Fosterlandsstiftelsen, valdes Carl-Peter Sahlin. Varannan söndag hade Lutherska Missionföreningen möte i lokalen och varannan söndag Missionsföreningen.
På grund av olika uppfattningar i nattvardsfrågan splittrades Missionsföreningen och under en tid fanns två Missionsförsamlingar i Eslöv. 1895 gick de åter samman under namnet Missionsföreningen Betel som 1897 invigde Betelkyrkan på Kvarngatan. 1903 uppförde även Lutherska Missionsföreningen en egen predikolokal, Ebenezer-kapellet. Samma år utvidgades bangården och det gamla missionhuset på Östergatan revs.
I början av 2000-talet inledde EFS missionsförening på nytt ett allt tätare samarbete med Eslövs missionsförsamling och fram till 2019 bedrev man ett gemensamt arbete i Österkyrkan. 2019 upphörde samarbetet och Eslövs missionsförening som är en del av Equmeniakyrkan driver själv verksamheten.